# آئدرن
شهر آئدرن (به آلمانی: Oederan) در ایالت زاکسن در کشور آلمان واقع شده‌است.